# Ptiloglossa amita
Ptiloglossa amita là một loài Hymenoptera trong họ Colletidae. Loài này được Moure mô tả khoa học năm 1987.